# Albi, Catanzaro
Albi là một đô thị ở tỉnh Catanzaro thuộc vùng Calabria của Italia. Dân số năm 2001 là 1.105 người, diện tíchs 28 km² với mật độ dân số 39 người/km² (2001).
Albi có một làng ngoại vi: San Giovanni d'Albi

## Các đôn thị giáp ranh
- Fossato Serralta
- Magisano
- Pentone
- Sellia
- Taverna
- Zagarise

## Biến động dân số
| Năm        | Dân số | Mật độ  |
| ---------- | ------ | ------- |
| 1861       | 1.730  | -       |
| 1871       | 1.764  | -       |
| 1881       | 1.969  | -       |
| 1901       | 1.903  | -       |
| 1911       | 2.165  | -       |
| 1921       | 2.055  | -       |
| 1931       | 2.385  | -       |
| 1936       | 2.079  | -       |
| 1951       | 2.199  | -       |
| 1961       | 2.025  | -       |
| 1971       | 1.593  | -       |
| 1981       | 1.326  | -       |
| 1991       | 1.192  | -       |
| 2001       | 1.105  | -       |
| 31/12/2004 | 1.105  | 101/km² |